# Аглаофам
Аглаофам (др.-греч. Ἀγλαόφαμος; VI век до н. э.) — известный древнегреческий философ, гиерофант элевсинских мистерий, толкователь символов и тайн. Неизвестно, историческое или мифическое лицо; как говорят, управлял мистериями, учрежденными Орфеем в Лейбефре в пиерийской Македонии и посвятил в них Пифагора.
Древнегреческий философ Прокл Диадох писал:
«Всё, что Орфей передавал через секретные рассуждения, связанные с мистериями, Пифагор тщательно изучил, когда завершил посвящение в Либетре во Фракии, а Аглаофам, инициатор, открыл ему мудрость о богах, которую Орфей получил от своей матери Каллиопы».
По преданию, учил Пифагора тайнам знания. Имя это впервые встречается у неоплатоника Ямвлиха; сделалось более известным с появлением обширного мифологического труда Лобека под названием «Aglaophamus» (2 т., Кенигсберг, 1829), посвящённого истории греческой мифологии, изучению греческого языка и литературы, символократии Крейцера и др.